# Оган
Оган (фр. Augan) насеље је и општина у северозападној Француској у региону Бретања, у департману Морбијан која припада префектури Ван.
По подацима из 2011. године у општини је живело 1492 становника, а густина насељености је износила 36,45 становника/km². Општина се простире на површини од 40,93 km². Налази се на средњој надморској висини од 83 метара (максималној 144 m, а минималној 40 m).

## Демографија
| 1962. | 1968. | 1975. | 1982. | 1990. | 1999. | 2011. |
| ----- | ----- | ----- | ----- | ----- | ----- | ----- |
| 1.227 | 1.310 | 1.296 | 1.302 | 1.389 | 1.272 | 1.492 |

График промене броја становника у току последњих година